# Atletiek op de Paralympische Zomerspelen 2024 - Kogelstoten mannen F32
Het Kogelstoten voor mannen klasse F32 op de Paralympische Zomerspelen 2024 vond plaats op 3 september in het Stade de France. Deze klasse is voor atleten met cerebrale parese die zeer weinig bruikbare kracht in hun armen, benen en romp hebben. De winnaar van 2020 was Liu Li uit China. Hij werd in 2024 opgevolgd door de Griek Athanasios Konstantinidis, het zilver was voor Athanasios Konstantinidis en Lazaros Stefanidis uit Griekenland won de bronzen medaille.

## Records
Voorafgaand aan het toernooi waren dit het wereldrecord en het Paralympisch record.
| Wereldrecord        | China Liu Li | 13.01 | Parijs | 13 juli 2023     |
| Paralympisch record | China Liu Li | 12.97 | Tokio  | 31 augustus 2021 |

## Uitslag
| Rang   | Atleet                    | Atleet | #1    | #2    | #3    | #4    | #5    | #6    | Resultaat | Bijz. |
| ------ | ------------------------- | ------ | ----- | ----- | ----- | ----- | ----- | ----- | --------- | ----- |
| Goud   | Athanasios Konstantinidis | GRE    | 11.17 | 11.57 | 11.20 | 10.94 | 11.92 | 11.93 | 11.93     |       |
| Zilver | Aleksei Churkin           | NPA    | 11.39 | x     | 11.35 | 11.33 | x     | 10.91 | 11.39     |       |
| Brons  | Lazaros Stefanidis        | GRE    | 9.84  | x     | x     | 8.03  | 8.86  | 9.63  | 9.84      |       |
| 4      | Lahouari Bahlaz           | ALG    | x     | 8.58  | x     | x     | x     | 9.70  | 9.70      |       |
| 5      | Walid Ferhah              | ALG    | 9.20  | x     | x     | x     | 8.72  | x     | 9.20      |       |
| 6      | Dimitrios Zisidis         | GRE    | 8.64  | 8.62  | x     | 8.88  | x     | x     | 8.88      |       |
| 7      | Mohammed Al Mashaykhi     | OMA    | 7.96  | 8.57  | 8.18  | 8.09  | 8.26  | 8.46  | 8.57      |       |
| 8      | Ahmed Mehideb             | ALG    | 8.56  | 8.39  | 8.30  | 8.35  | x     | x     | 8.56      |       |